# Академическая гребля на летних Олимпийских играх 2008 — двойки парные (мужчины)
Соревнования среди двоек парных по академической гребле среди мужчин на летних Олимпийских играх 2008 прошли с 9 по 16 августа в олимпийском аквапарка Шуньи. В соревновании приняли участие 28 спортсменов из 14 стран. Также в соревнованиях должны были принять участие китайские гребцы Су Хуэй и Чжан Лян, однако из-за того, что Чжан Лян не вышел на старт в соревнованиях одиночек, то он был недопущен и к соревнованиям двоек парных. Действующие олимпийские чемпионы французы Себастьен Вьелльден и Адриан Арди после завершения Игр 2004 года перестали выступать вместе, поскольку Вьелльден завершил спортивную карьеру. Арди принял участие в олимпийских соревнованиях в паре с Жаном-Баптистом Маке, но заняли в Пекине только 5-е место.
Чемпионами стали австралийские спортсмены Дэвид Кроушей и Скотт Бреннан, выступавшие в 2004 году в четвёрках парных. Обладателями серебряных олимпийских медалей стали эстонцы Тыну Эндрексон и Юри Яансон, для которого Игры в Пекине стали уже шестыми в карьере. Яансон на вторых Играх подряд стал обладателем олимпийской награды. В 2004 году он стал вторым в соревнованиях одиночек. Также эта медаль стала одной из двух для Эстонии на Играх 2008 года во всех видах спорта. Бронзовые медали завоевали представители Великобритании Мэттью Уэллс и Стивен Роуботем.
Гребцы из Ирака дебютировали в олимпийских соревнованиях по академической гребле.

## Призёры
| Золото                                    | Серебро                               | Бронза                                          |
| Австралия · Дэвид Кроушей · Скотт Бреннан | Эстония · Тыну Эндрексон · Юри Яансон | Великобритания · Мэттью Уэллс · Стивен Роуботем |

## Рекорды
До начала летних Олимпийских игр 2008 года лучшее мировое и олимпийское время были следующими:
| Мировой рекорд     | Франция Адриан Арди, Жан-Батист Маке          | 6:03,25 | Познань | 15 июня 2006    |
| Олимпийский рекорд | Италия · Россано Гальтаросса, Алессио Сартори | 6:11,49 | Афины   | 18 августа 2004 |

По итогам соревнований ни один из экипажей не смог превзойти данные результаты.

## Результаты

### Предварительный этап
Первые три экипажа из каждого заезда напрямую проходили в полуфинал соревнований. Все остальные спортсмены попадали в отборочный этап, где были разыграны ещё три места в полуфиналах.

#### Заезд 1
| Место | Спортсмены                         | Страна         | Время   | Отставание | Примечания |
| ----- | ---------------------------------- | -------------- | ------- | ---------- | ---------- |
| 1     | Роб Уодделл Натан Коэн             | Новая Зеландия | 6:24,32 | +0,00      | SF         |
| 2     | Денис Мигаль Станислав Щербаченя   | Беларусь       | 6:27,18 | +2,86      | SF         |
| 3     | Клеменс Венцель Карстен Бродовский | Германия       | 6:29,60 | +5,28      | SF         |
| 4     | Барт Пулворде Кристоф Рас          | Бельгия        | 6:31,84 | +7,52      | R          |
| 5     | Уэс Пьермарини Эллиот Хови         | США            | 6:39,37 | +15,05     | R          |

#### Заезд 2
| Место | Спортсмены                        | Страна         | Время   | Отставание | Примечания |
| ----- | --------------------------------- | -------------- | ------- | ---------- | ---------- |
| 1     | Мэттью Уэллс Стивен Роуботем      | Великобритания | 6:26,33 | +0,00      | SF         |
| 2     | Анте Кушурин Марио Векич          | Хорватия       | 6:27,38 | +1,05      | SF         |
| 3     | Тыну Эндрексон Юри Яансон         | Эстония        | 6:27,95 | +1,62      | SF         |
| 4     | Александр Корнилов Алексей Свирин | Россия         | 6:44,46 | +18,13     | R          |
| 5     | Хайдер Навзад Хамза Хуссейн       | Ирак           | 7:00,46 | +34,13     | R          |

#### Заезд 3
| Место | Спортсмены                  | Страна    | Время   | Отставание | Примечания |
| ----- | --------------------------- | --------- | ------- | ---------- | ---------- |
| 1     | Дэвид Кроушей Скотт Бреннан | Австралия | 6:21,39 | +0,00      | SF         |
| 2     | Жан-Батист Маке Адриан Арди | Франция   | 6:21,92 | +0,53      | SF         |
| 3     | Лука Шпик Изток Чоп         | Словения  | 6:39,49 | +18,10     | SF         |
| 4     | Мартин Янакиев Иво Янакиев  | Болгария  | 6:45,03 | +23,64     | R          |
| —     | Су Хуэй Чжан Лян            | Китай     | EXCL    | EXCL       |            |

### Отборочный этап
Первые три экипажа проходили в полуфинал соревнований. Гребцы, пришедшие к финишу, последними выбывали в финал C, где разыгрывали 13-е и 14-е места.
| Место | Спортсмены                        | Страна   | Время   | Отставание | Примечания |
| ----- | --------------------------------- | -------- | ------- | ---------- | ---------- |
| 1     | Александр Корнилов Алексей Свирин | Россия   | 6:23,52 | +0,00      | SF         |
| 2     | Барт Пулворде Кристоф Рас         | Бельгия  | 6:24,01 | +0,49      | SF         |
| 3     | Мартин Янакиев Иво Янакиев        | Болгария | 6:24,70 | +1,18      | SF         |
| 4     | Уэс Пьермарини Эллиот Хови        | США      | 6:26,05 | +2,53      | FC         |
| 5     | Хайдер Навзад Хамза Хуссейн       | Ирак     | 6:52,71 | +29,19     | FC         |

### Полуфиналы
Первые три экипажа из каждого заезда проходили в финал соревнований. Все остальные спортсмены попадали в финал B, где разыгрывали места с 7-го по 12-е.

#### Заезд 1
| Место | Спортсмены                         | Страна         | Время   | Отставание | Примечания |
| ----- | ---------------------------------- | -------------- | ------- | ---------- | ---------- |
| 1     | Дэвид Кроушей Скотт Бреннан        | Австралия      | 6:21,50 | +0,00      | FA         |
| 2     | Лука Шпик Изток Чоп                | Словения       | 6:23,81 | +2,31      | FA         |
| 3     | Роб Уодделл Натан Коэн             | Новая Зеландия | 6:24,16 | +2,66      | FA         |
| 4     | Анте Кушурин Марио Векич           | Хорватия       | 6:24,89 | +3,39      | FB         |
| 5     | Барт Пулворде Кристоф Рас          | Бельгия        | 6:26,91 | +5,41      | FB         |
| 6     | Клеменс Венцель Карстен Бродовский | Германия       | 6:28,46 | +6,96      | FB         |

#### Заезд 2
| Место | Спортсмены                        | Страна         | Время   | Отставание | Примечания |
| ----- | --------------------------------- | -------------- | ------- | ---------- | ---------- |
| 1     | Жан-Батист Маке Адриан Арди       | Франция        | 6:18,86 | +0,00      | FA         |
| 2     | Тыну Эндрексон Юри Яансон         | Эстония        | 6:21,11 | +2,25      | FA         |
| 3     | Мэттью Уэллс Стивен Роуботем      | Великобритания | 6:21,15 | +2,29      | FA         |
| 4     | Мартин Янакиев Иво Янакиев        | Болгария       | 6:26,62 | +7,76      | FB         |
| 5     | Александр Корнилов Алексей Свирин | Россия         | 6:27,75 | +8,89      | FB         |
| 6     | Денис Мигаль Станислав Щербаченя  | Беларусь       | 6:32,76 | +13,90     | FB         |

### Финалы

#### Финал C
| Место | Спортсмен                   | Страна | Время   | Отставание | Итоговое место |
| ----- | --------------------------- | ------ | ------- | ---------- | -------------- |
| 1     | Уэс Пьермарини Эллиот Хови  | США    | 6:33,15 | +0,00      | 13             |
| 2     | Хайдер Навзад Хамза Хуссейн | Ирак   | 6:52,02 | +18,87     | 14             |

#### Финал B
| Место | Спортсмен                          | Страна   | Время   | Отставание | Итоговое место |
| ----- | ---------------------------------- | -------- | ------- | ---------- | -------------- |
| 1     | Денис Мигаль Станислав Щербаченя   | Беларусь | 6:34,39 | +0,00      | 7              |
| 2     | Барт Пулворде Кристоф Рас          | Бельгия  | 6:35,55 | +1,16      | 8              |
| 3     | Клеменс Венцель Карстен Бродовский | Германия | 6:37,97 | +3,58      | 9              |
| 4     | Мартин Янакиев Иво Янакиев         | Болгария | 6:45,91 | +11,52     | 10             |
| 5     | Александр Корнилов Алексей Свирин  | Россия   | 6:49,84 | +15,45     | 11             |
| 6     | Анте Кушурин Марио Векич           | Хорватия | DNS     | DNS        | 12             |

#### Финал A
Основными фаворитами финального заезда в двойках парных у мужчин считались олимпийские чемпионы 2000 и серебряные призёры 2004 года из Словении Лука Шпик и Изток Чоп, ставшие к тому же в 2007 году чемпионами мира, а также обладатели лучшего результата в мире французский дуэт Жан-Батист Маке и действующий олимпийский чемпион в двойках парных Адриан Арди, ставшие на последнем чемпионате мира серебряными призёрами. Однако и на предварительном этапе, и в полуфинале быстрее словенского и французского экипажа становились австралийцы Дэвид Кроушей и Скотт Бреннан. Состав финального заезда получился довольно представительным. Из 12 гребцов сразу четверо в разное время становились олимпийскими чемпионами и только двое — британец Стивен Роуботем и австралиец Натан Коэн — являлись дебютантами Олимпийских игр.
Со старта заезда в лидеры выбились австралийцы Кроушей и Бреннан, опережавшие на отметке 500 метров словенских гребцов на 0,83 с. К середине дистанции австралийские спортсмены упрочили своё преимущество, опережая идущих вторыми британцев на 2,32 с. Вторую четверть дистанции очень слабо прошли словенские и французские гребцы, в результате чего они шли на 4-й и 5-й позициях. За 500 метров до финиша Кроушей и Бреннан увеличили свой отрыв от Уэллса и Роуботема, к которым в свою очередь начал приближаться эстонский экипаж. Сборные Словении и Франции на этом отрезке вновь не смогли показать высокий результат, пропустив вперёд новозеландских гребцов. Заключительную часть дистанции австралийские гребцы прошли в умеренном темпе и завоевали олимпийское золото. Борьба за серебро шла до последних метров дистанции. На финише сильнее оказались эстонцы Тыну Эндрексон и Юри Яансон, прошедшие быстрее всех заключительный отрезок и опередившие британцев всего на 0,05 с. Четвёртыми дистанцию завершили гребцы из Новой Зеландии, а претенденты на медали из Франции и Словении замкнули финальную шестёрку.
| Место | Спортсмен                    | Страна         | Время   | Отставание |
| ----- | ---------------------------- | -------------- | ------- | ---------- |
| 1     | Дэвид Кроушей Скотт Бреннан  | Австралия      | 6:27,77 | +0,00      |
| 2     | Тыну Эндрексон Юри Яансон    | Эстония        | 6:29,05 | +1,28      |
| 3     | Мэттью Уэллс Стивен Роуботем | Великобритания | 6:29,10 | +1,33      |
| 4     | Роб Уодделл Натан Коэн       | Новая Зеландия | 6:30,79 | +3,02      |
| 5     | Жан-Батист Маке Адриан Арди  | Франция        | 6:33,36 | +5,59      |
| 6     | Лука Шпик Изток Чоп          | Словения       | 6:33,96 | +6,19      |